# Ćukovac (Prokuplje)
Pour les articles homonymes, voir Ćukovac.
Ćukovac (en serbe cyrillique : Ћуковац) est un village de Serbie situé dans la municipalité de Prokuplje, district de Toplica. Au recensement de 2011, il comptait 278 habitants.

## Démographie
| 1948 | 1953 | 1961 | 1971 | 1981 | 1991 | 2002 | 2011 |
| ---- | ---- | ---- | ---- | ---- | ---- | ---- | ---- |
| 470  | 504  | 447  | 457  | 368  | 341  | 360  | 278  |

|  |